# Plicatulidae
Famille
Genres de rang inférieur
- Plicatula

Plicatulidae est une famille de mollusques bivalves.

## Liste des genres
Selon World Register of Marine Species (13 août 2010) :
- genre Plicatula Lamarck, 1801
- genre Plicatulostrea Simone & Amaral, 2008

Selon ITIS (13 août 2010) :
- genre Plicatula Lamarck, 1801